# هنری هیو تودور
هنری هیو تودور (انگلیسی: Henry Hugh Tudor؛ ۱۴ مارس ۱۸۷۱ – ۲۵ سپتامبر ۱۹۶۵) فرد نظامی اهل بریتانیا بود. وی همچنین برندهٔ جوایزی همچون نشان حمام و نشان لئوپولد شده‌است.